# Insieme (Informatikprojekt)
Insieme war ein Informatikprojekt, welches von der Eidgenössischen Steuerverwaltung der Schweiz ins Leben gerufen worden war, um die getrennt laufenden Informatiksysteme der Stempel- und Mehrwertsteuer abzulösen und zu vereinen. Insieme sollte als «einheitliches Gesamtsystem» die veralteten Informatiksysteme der Schweizerischen Steuerverwaltung ersetzen und die Abläufe auf den Kunden ausrichten.
Im Jahr 2006 zerstritten sich die Steuerverwaltung und die Auftragnehmerin Unisys und der Auftrag wurde widerrufen. Im Anschluss wurde das Insieme-Projekt in zahlreiche kleinere Projekte aufgeteilt und an unterschiedliche Auftragnehmer vergeben. In den Folgejahren lief das Projekt finanziell aus dem Ruder und Eveline Widmer-Schlumpf, Vorsteherin des Eidgenössischen Finanzdepartements, brach im September 2012 das Projekt ab. Bis zu diesem Zeitpunkt hatte das Grossprojekt 115,9 Millionen Franken gekostet.
Im Frühjahr 2013 wurde das Nachfolgeprojekt Fiscal-IT lanciert.